# Estádio Universitário da PUCRS
O Estádio Universitário da PUCRS é um estádio multiuso localizado em Porto Alegre no estado do Rio Grande do Sul, possui uma moderna pista de atletismo e arquibancadas cobertas para 2.100 espectadores. Pertence à Pontifícia Universidade Católica do Rio Grande do Sul e situa-se em seu Parque Esportivo que além do Estádio possui outros equipamentos esportivos.